# Sean Rosenthal
Sean Rosenthal (Redondo Beach, 19 de junho de 1980) é um jogador de vôlei de praia estadunidense.

## Carreira
Sean Rosenthal frequentou a Redondo Union High School, mas nunca jogou voleibol indoor, optando por jogar na praia, e visando esta carreira não cursou a faculdade, estreando no Circuito da AVP em 1997 com apenas 17 anos, finalizando no quadragésimo nono posto. Em 2000 que de fato começou no referido circuito, participando de oito torneios e tendo como melhor colocação a décima sétima posição.
Em 2002, Rosenthal ganhou o prêmio AVP de Melhor Sacador e em 2007 ganhou o Melhor Jogador Defensivo. Desde sua estréia, Rosenthal tem 11 vitórias na turnê AVP, com sua mais recente em 2013 em Salt Lake City..Em 2008 disputou a edição dos Jogos Olímpicos de Verão cuja sede foi em Pequim e após eliminação nas quartas de final terminaram na quinta posição e na edição de 2012 sediada em Londres repetiram o mesmo feito
Também teve uma carreira internacional muito bem sucedida, vencendo sete torneios da FIVB, incluindo cinco nas duas últimas temporadas. Ele foi nomeado Melhor Recruta em 2006, Jogador Mais Marcante do Ano em 2012, conquistando o título do Circuito Mundial de 2012 com Jake Gibb e também como dupla premiados naquele ano.Em 2014 Phil Dalhausser terminou em terceiro no Aberto de St. Petersburg no Circuito da AVP.

## Premiações individuais
- Jogadora Mais Marcante (MOP) do Circuito Mundial de Vôlei de Praia de 2012
- Melhor Dupla do Ano de 2012
- Melhor Recruta do Circuito Mundial de Vôlei de Praia de 2006